# عبدالجلیل حمزه
عبدالجلیل حمزه (انگلیسی: Abdel Galil Hamza; ۲۸ دسامبر ۱۹۲۳ – ۸ اوت ۲۰۰۰) بازیکن فوتبال اهل مصر بود.
وی همچنین در تیم ملی فوتبال مصر بازی کرده‌است.